# Geogarypus cuyabanus
Geogarypus cuyabanus är en spindeldjursart som först beskrevs av Luigi Balzan 1887.  Geogarypus cuyabanus ingår i släktet Geogarypus och familjen Geogarypidae. Inga underarter finns listade i Catalogue of Life.